# Taub János
Taub János (Halmi, 1927. május 14. – Budapest, 2010. február 4.) Kossuth-díjas rendező, színházigazgató, színészpedagógus.

## Életpálya
Szülei Taub Lázár és Anna Schwartz voltak. A marosvásárhelyi Szentgyörgyi István Színművészeti Intézetben végzett 1954-ben. 1954–1962 között a temesvári Állami Magyar Színház igazgató-főrendezője lett. 1962–1970 között a Kolozsvári Állami Magyar Színház főrendezője volt. 1970–1981 között a bukaresti Bulanda Színházhoz szerződött, valamint a bukaresti Színház- és Filmfőiskola tanára lett. Izraelbe emigrált 1981-ben. A tel-avivi egyetemen tanított, Habimában és Kameriben rendezett. 1986-ban Magyarországra települt. 1986–1993 között a Nemzeti Színház és a szolnoki Szigligeti Színház rendezője volt. 1993–1996 között a Művész Színház, illetve a Thália Színház művészeti vezetője volt. 1998-tól az Új Színházban rendezett. 2000-ben a Kolozsvári Állami Magyar Színház örökös tagja lett. A Bubik István-díj kuratóriumának tagja volt 2004-től. 2010. február 4-én halt meg, február 10-én temették el az Óbudai zsidó temetőben.
Rendezett a Radnóti Miklós Színházban, a Komédiumban és a Vígszínházban is.

## Színházi rendezései

### Kolozsvári Állami Magyar Színház
- Móricz Zsigmond: Rokonok
- William Shakespeare: A makrancos hölgy
- Kohout: Ilyen nagy szerelem (Harag Györggyel közösen)
- Mirodan: A hírhedt 702-es
- Mihail Sebastian: Lapzártakor jelentik
- Sorin: Háztűznéző
- Aurel Baranga: Jámborlelkű Szent Flórián
- Dumitru Radu Popescu: Szomorú angyalok

A Színházi Adattárban regisztrált bemutatóinak száma: 35.

### Magyarországon
| - Brecht: Koldusopera (1964, 1993) - Ionesco: A király halódik (1970) - Páskándi Géza: Vendégség, vagy Egy az Isten? (1986) - Huszka Jenő: Gül baba (1986) - Gogol: Egy őrült naplója (1987) - Plautus: A hetvenkedő katona (1988) - Székely János: Caligula helytartója (1988, 1997, 2002) - Schwajda György: Himnusz (1989, 2000) - Sarkadi Imre: Elveszett paradicsom (1989) - Schwajda György: Ballada a 301-es parcella bolondjáról (1989) - William Shakespeare: A vihar (1990) - García Márquez: Száz év magány (1990) - Szigligeti Ede: Liliomfiék (1991) - Mrozek: Strip Tease (1991) - Harold Pinter: A gondnok (1991) - Lope de Vega: A kertész kutyája (1992) - Albee: Mese az állatkertről (1993) | - Williams: Üvegfigurák (1993) - Sastre: A szájkosár (1994) - Victor Hugo: A királyasszony lovagja (1994) - Mastrosimone: A pulóvergyűjtő (1994, 2002) - Manzari: Különös tárgyalás (1995) - Shaw: Szent Johanna (1995) - Szirmai Albert: Mágnás Miska (1996) - Mrozek: Szerelem a Krímben (1996) - Carlo Goldoni: A Chioggiai csetepaté (1997-1998) - Rostand: A két Pierrot avagy a fehér vacsora (1999) Székely János: Caligula helytartója (2002 Nemzeti Színház) - Frisch: Biedermann és a gyújtogatók (2004) |

## Díjai, elismerései
- A Magyar Művészetért Alapítvány díja (1991)
- a színikritikusok díja (1991)
- Kossuth-díj (2002)

## Emlékezete
- Hogy volt? M1, 2022. május 15.  Online hozzáférés Archiválva 2022. május 15-i dátummal a Wayback Machine-ben